# Fluglärmstreit zwischen der Schweiz und Deutschland

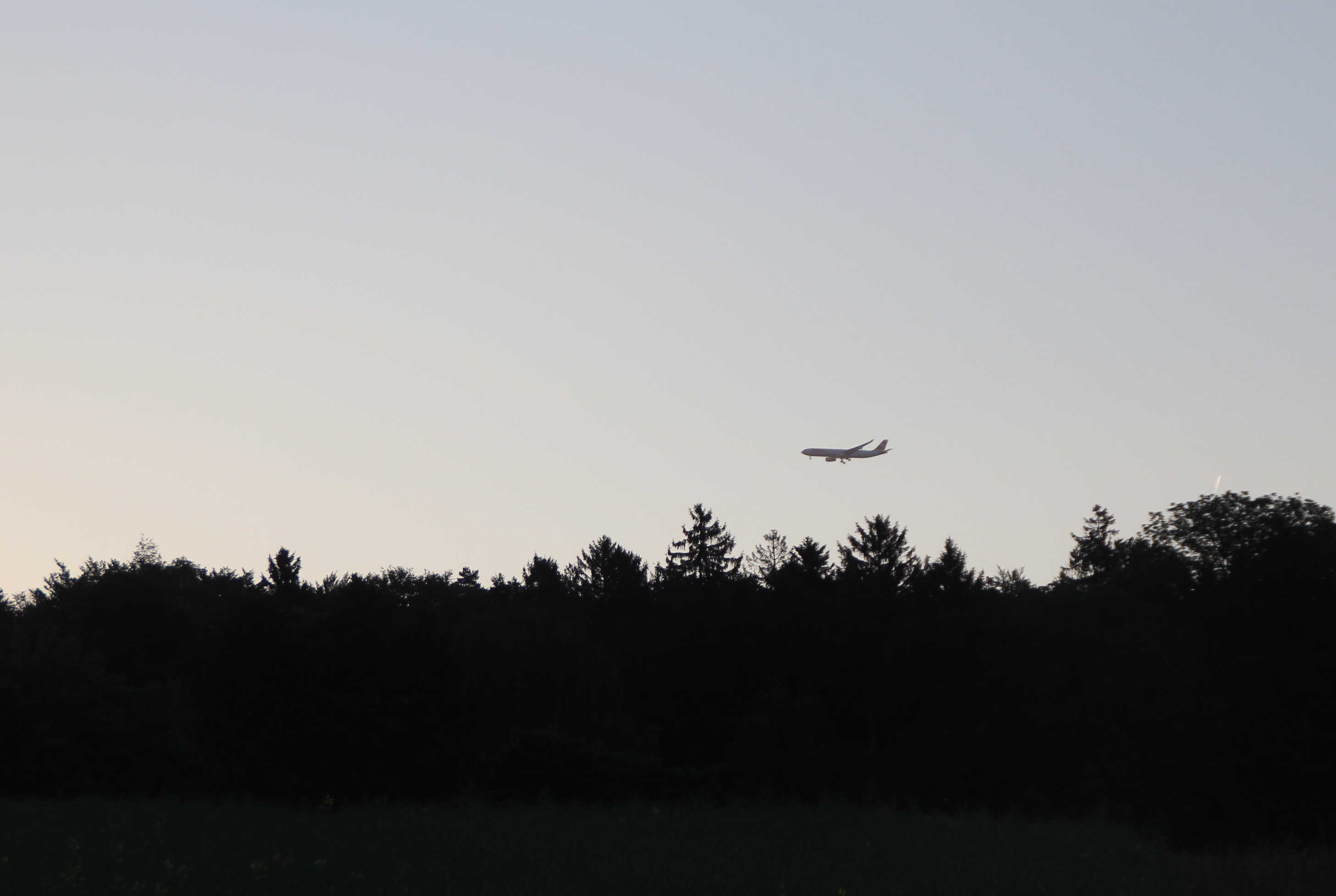
5.50 Uhr über dem Zollikerberg: Airbus der Swiss im Anflug auf den Flughafen Zürich

Der Fluglärmstreit zwischen der Schweiz und Deutschland ist ein jahrzehntelanger Disput, der seit dem Jahr 2000 auf höchster politischer Ebene diskutiert wird. Es geht dabei um Fluglärm über Gemeinden in Süddeutschland, den Flugzeuge verursachen, die den Schweizer Flughafen Zürich anfliegen.
Beide Seiten erklären, eine faire Verteilung der Lasten anzustreben. Doch dabei zählt die deutsche Seite die Anzahl der Flugbewegungen und findet es unfair, dass 90 Prozent aller Anflüge über deutsches Gebiet führen (vor 2002), während die Schweizer Seite die Lärmbelastung nach betroffenen Personen zählt. Danach sei es unfair, wenn seit 2003 rund um den Flughafen Zürich in der Schweiz rund 210.000 Personen und in Deutschland 750 Personen eine Fluglärmbelästigung von 50 Dezibel ertragen müssen.
Nachdem ein 2001 ausgehandelter Staatsvertrag vom Schweizer Parlament abgelehnt worden war, begrenzte die deutsche Seite 2003 einseitig die Anzahl der Überflüge und verbot für die Zeit zwischen 21 und 7 Uhr An- und Abflüge ganz. Seither spielt sich der Streit um die Fluglärmbelastung weitgehend innerschweizerisch im Kanton Zürich und dessen Nachbarkantonen Aargau, Thurgau und Schaffhausen ab. Anstelle der Zählung der Flugbewegungen wird dabei die tatsächliche Stärke und Dauer der Fluglärmbelastung als Maßstab der Verteilung vorgezogen, politisch umgesetzt im Zürcher Fluglärm-Index.
Nachdem Deutschland jahrelang auf der Beschränkung der Fluganzahl beharrt hatte und neue Verhandlungen abgelehnt hatte, erreichte die Schweizer Regierung bei einem Besuch von Bundeskanzlerin Merkel im April 2008, dass eine deutsch-schweizerische Arbeitsgruppe zunächst eine objektive Grundlage für die Vergleichbarkeit der Fluglärmbelastung schaffen soll.
Es bestehen auch Kontakte zwischen den Schweizer Kantonen (AG, SH, TG und ZH) und dem Land Baden-Württemberg.

## Ursachen

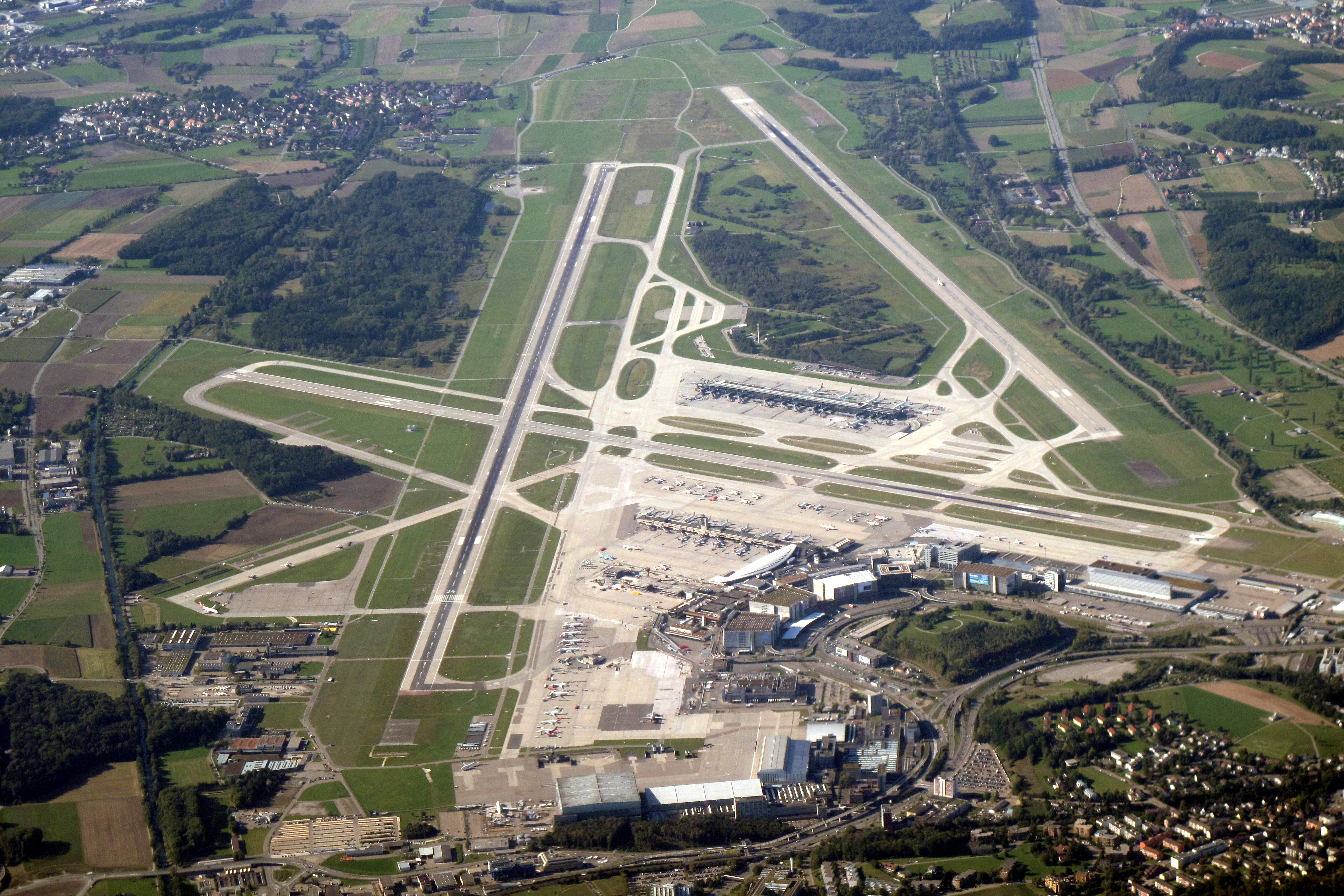
Blick auf den Flughafen Zürich, von Süden

Der größte schweizerische Flughafen Zürich-Kloten liegt nur etwa 15 Kilometer (Luftlinie) südlich der schweizerisch-deutschen Grenze, die dort durch den Hochrhein gebildet wird. Der Standort des Interkontinentalflughafens in früherem Moor- und Militärgelände wurde 1945 festgelegt, wobei ein Projekt im Landesinnern – den Zentralflughafen Utzenstorf – dabei verworfen wurde. Seit 1948 wurde in Kloten geflogen, wobei die Starts nach Westen und Süden erfolgten und die weniger lärmanfälligen Landungen überwiegend von Norden her, wofür die topografischen Gegebenheiten und die dünne Besiedlung sprachen. Die Anflüge von Norden führten über Gebiete des Südschwarzwalds und die deutschen Gemeinden am Hochrhein.
Nach dem Ende des Zweiten Weltkriegs konnte es sich die Schweiz erlauben, in dieser Form über den bundesdeutschen Luftraum zu verfügen – allerdings kann man die damaligen Flugfrequenzen mit den heutigen kaum vergleichen. Absprachen mit den deutschen Nachbarn wurden weder von Stadt oder Kanton Zürich noch von der Schweizer Bundesverwaltung getroffen.
Da seit 1960 der Luftverkehr massiv zunahm und damit die Beeinträchtigungen durch Fluglärm stärker wurden, wuchs der Unmut der betroffenen Bevölkerung, sowohl im Zürcher Unterland wie in den angrenzenden deutschen Landkreisen der Region Hochrhein-Bodensee.
Eine wichtige Rolle spielt auf deutscher Seite der Tourismus im Schwarzwald. Er ist die wichtigste Erholungsregion in Baden-Württemberg und das meistbesuchte Urlaubsziel unter den deutschen Mittelgebirgen.

## Rechtliche Rahmenbedingungen
Auf Grund des Völkerrechts (Transitvereinbarung und Chicagoer Abkommen aus dem Jahr 1944) dürfen Passagierflugzeuge die Lufträume über den Staaten befliegen. Der Start- und Landeanflug zu einem Flughafen fällt hierunter nach einer Entscheidung des deutschen Bundesverwaltungsgerichts nicht. Es besteht also zumindest auf Grundlage des Völkerrechts, nach Auffassung deutscher Gerichte, kein Recht der Schweiz und des Flughafens Zürich, deren Landeanflüge über deutsches Gebiet abzuwickeln.
Auch die Auffassung der Schweiz, dass sie auf Grundlage des Luftverkehrsabkommens zwischen der Schweiz und der Europäischen Gemeinschaft das Recht hätte, zumindest bei Flügen zwischen der EU und der Schweiz die Landeanflüge über deutsches Gebiet uneingeschränkt abzuwickeln, wurde in den bisherigen Gerichtsentscheidungen verneint. Ein ursprünglich von der Schweiz an die Europäische Kommission gerichtetes Gesuch (Beschwerde, Juni 2003) wurde von dieser (Entscheid, Dezember 2003) sowie im anschließenden Rechtsstreit vom Gerichtshof der Europäischen Union zurückgewiesen (Bestätigung der Entscheidung der Kommission, September 2010).
Seit den 1950er Jahren wird auf Grund der Nähe des Zürcher Flughafens zur deutschen Grenze die Flugsicherung, also die Ausübung der Hoheitsrechte im deutschen Luftraum, auf Grundlage von Absprachen zwischen den Flugsicherungsbehörden, also der Schweizer Skyguide und der Deutschen Flugsicherung (DFS), von der Skyguide durchgeführt. Dieses Zugeständnis Deutschlands an die Schweiz erfolgte seinerzeit auf Grund der Grenznähe des Flughafens und der hieraus folgenden Vorteile in der Abwicklung des flughafenbezogenen Flugverkehrs. Auf Grund des Umstandes, dass lediglich auf Grund dieser Absprachen und nicht auf Grund eines Staatsvertrages die Ausübung der Flugsicherung über deutschem Gebiet der schweizerischen Skyguide übertragen wurde, konnte der deutsche Staat für die Flugzeugkollision von Überlingen haftbar gemacht werden.

## Chronologie

### Vereinbarung zur Piste 14

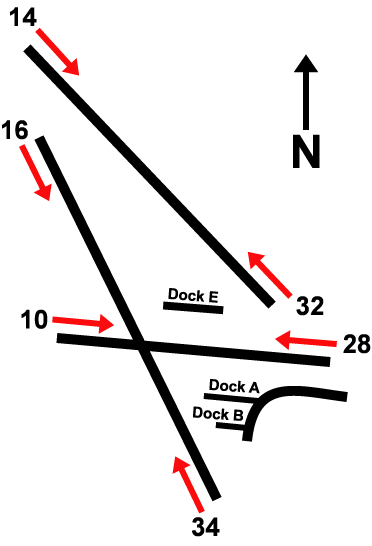
Pistensystem am Flughafen Zürich

Durch einen Volksentscheid im Kanton Zürich wurde 1970 dem Bau einer neuen Landebahn – der Piste 14/32 – zugestimmt. Mit deren Inbetriebnahme 1976 wurden Bewohner im Landkreis Waldshut vermehrt beschallt, denn die Ausrichtung dieser Piste (137°) führt die landenden Flugzeuge direkt über die dortige Gemeinde Hohentengen am Hochrhein hinweg.
Das weitere Wachstum im Flugverkehr und weitere Ausbaupläne führten zu Gerichtsverfahren, in deren Folge 1984 eine Verwaltungsvereinbarung zwischen dem deutschen Bundesministeriums für Verkehr und dem Schweizer Bundesamt für Zivilluftfahrt (BAZL) abgeschlossen wurde. Darin war vorgesehen, dass nicht nur die Piste 14, sondern auch die Piste 16, die ebenfalls nach Norden, jedoch über Schweizer Gebiet, führt, ausgewogen genutzt wird. Des Weiteren sollte eine Nachtruhe von 22:00 Uhr bis 6:00 Uhr gelten. Zwischen 22 und 7 Uhr sollte statt der Piste 14 nur die Piste 16 als Landebahn angeflogen werden. Die entsprechenden Formulierungen waren wachsweich („wird sich weiterhin bemühen, eine ausgewogenere Benutzung der beiden Landebahnen 14 und 16 zu verwirklichen“) und wurden nach wenigen Jahren weitgehend ignoriert. Das führte zu Protesten sowohl bei den betroffenen deutschen Hochrheingemeinden wie bei den Einwohnern der Schweizer Gemeinden von Weiach bis Höri, die ebenfalls in der Pistenachse 14 liegen und teilweise auch von startenden Flugzeugen belärmt werden.
In den 1990er Jahren sprachen sich die Stimmberechtigten im Kanton Zürich für ein Wachstum des internationalen Flughafens aus, worauf der Flughafen deutlich ausgebaut wurde.
Im Jahr 2000 kündigte die Bundesrepublik Deutschland die Vereinbarung aus dem Jahr 1984. Der damalige Bundesverkehrsminister Reinhard Klimmt (SPD) setzte der Schweiz ein Ultimatum, wonach sich die Schweiz in einem Staatsvertrag zu einer Regelung des Flugverkehrs über dem süddeutschen Raum verpflichten sollte, andernfalls würde die deutsche Seite in einer einseitigen Verordnung die zulässigen Eckpunkte festlegen.

### Staatsvertrag
Hierauf wurden Verhandlungen zwischen dem Schweizer Bundesrat Moritz Leuenberger, Vorsteher des Eidgenössischen Departements für Umwelt, Verkehr, Energie und Kommunikation, und dem deutschen Verkehrsminister Kurt Bodewig eingeleitet, die am 18. Oktober 2001 mit der Unterzeichnung eines Staatsvertrags beschlossen wurden. Nach diesem Vertrag hätte die Schweizer Flugsicherung auch künftig die Flugsicherung über deutschem Gebiet ausüben können, diese hätte allerdings maximal insgesamt 100.000 An- und Abflüge (zwischen 70 und 80 Prozent der seinerzeitigen Flugbewegungen) über deutsches Gebiet abwickeln dürfen. Des Weiteren waren ein Nachtflugverbot über deutschem Gebiet und bestimmte Mindesthöhen vorgesehen gewesen.
Der deutsche Bundestag nahm das Zustimmungsgesetz zu dem Vertrag am 17. Mai 2002 an, wogegen der Deutsche Bundesrat jedoch Einspruch erhob und dieses Gesetz in den Vermittlungsausschuss überwies. Der Schweizer Nationalrat lehnte den Staatsvertrag am 19. Juni 2002 ab, der Ständerat am 18. März 2003. Damit scheiterte die Ratifikation des Vertrags im Schweizer Parlament. Zuvor hatte die Schweiz versucht, Nachbesserungen am Vertrag zu erreichen. Das deutsche Gesetzesverfahren war im Herbst 2002 mit Auflösung des 14. Deutschen Bundestags der Diskontinuität anheimgefallen.
Die Schweiz wollte vor allem die Begrenzung des Luftverkehrs über Deutschland und die damit einhergehende zusätzliche Lärmbelastung in der Schweiz oder eine Begrenzung des Luftverkehrs im Bereich des Flughafens Zürich (ch-de: «Plafonierung», von frz. Plafond) nicht akzeptieren. Es lagen zu diesem Zeitpunkt der Schweizer Seite Rechtsgutachten vor, welche die Situation in einem günstigeren Licht widerspiegelten, als sich diese nach verschiedenen Gerichtsurteilen tatsächlich darstellte.

### Einseitige deutsche Verordnungen
Am 1. September 2001 setzte die Bundesrepublik Deutschland einseitig eine Rechtsverordnung, die 204. Durchführungsverordnung (DVO) zur Luftverkehrsordnung (LuftVO), in Kraft, die nach mehreren Änderungen im Vergleich zum ursprünglich ausgehandelten Staatsvertrag teilweise strengere Kennwerte festlegt. Insbesondere auf Seiten der betroffenen deutschen Landkreise, und hier vor allem aus dem Landkreis Waldshut, der vom Zürcher Fluglärm in Deutschland überwiegend betroffen ist, wurden nochmals verschärfte Regeln gefordert und 2009 in der „Stuttgarter Erklärung“ formuliert. Die Verordnung, die in der endgültigen Fassung unter dem Titel 220. DVO am 14. April 2005 in Kraft getreten ist, hat sämtlichen gerichtlichen Überprüfungen in Deutschland standgehalten. Auch die Klage der Schweiz gegen die Entscheidung der EU-Kommission (2004/12/EG), dass die deutsche DVO weder das Luftverkehrsabkommen zwischen der Schweiz und der Europäischen Union verletze noch die deutsche DVO für den Flughafen Zürich diskriminierend sei, wurde 2010 vom Gericht der Europäischen Union und in der Rechtmittelentscheidung 2012 vom Europäischen Gerichtshof zurückgewiesen.
Die endgültigen Beschränkungen der 220. DVO zur LuftVO sehen neben der Festlegung von bestimmten Mindestflughöhen vor, dass Anflüge über deutsches Gebiet nur zwischen 7.00 und 21.00 Uhr erfolgen dürfen; an Samstagen, Sonntagen sowie den gesetzlichen Feiertagen Neujahr, Erscheinungsfest (6. Januar), Karfreitag, Ostermontag, 1. Mai, Christi Himmelfahrt, Pfingstmontag, Fronleichnam, Tag der Deutschen Einheit (3. Oktober), Allerheiligen (1. November), Erster und Zweiter Weihnachtstag sind Anflüge nur zwischen 9.00 und 20.00 Uhr zulässig. Bei genau definierten Wetterbedingungen und anderen Situationen, insbesondere Not- und Ausnahmesituationen sind Ausnahmen zulässig, wobei zur Feststellung dieser Situation ein Mitarbeiter der Deutschen Flugsicherung bei der Schweizer Flugsicherung beschäftigt wird.
Eine zahlenmäßige Beschränkung der Anzahl der Überflüge, wie im Staatsvertrag verabredet, ist in der 220. DVO zur LuftVO nicht enthalten.
Auf Grund der Rechtsverordnung ist die Schweiz gezwungen, die Landeanflüge auf den Flughafen zu besonders ungünstigen Zeiten aus anderen Richtungen vorzusehen, was in diesen bisher vom Fluglärm nicht betroffenen Gegenden wiederum zu massiven Protesten führt.

## Sachstand und Ausblick
Die Schweizer Seite versuchte kontinuierlich, mit Deutschland Verhandlungen aufzunehmen, welche in einen neuen Staatsvertrag münden sollen. Vermehrt werden der deutschen Seite auch Angebote zur Finanzierung von Verkehrsprojekten gemacht, welche wiederum im Gegenzug eine Lockerung oder Aufhebung der deutschen Vorgaben zum Ziel haben.

### Gekröpfter Nordanflug
2007 – Von Schweizer Seite wird ein sogenannter „gekröpfter Nordanflug“ ins Auge gefasst, was bedeuten würde, dass die Flugzeuge nahe (1,852 km) der deutschen Südgrenze in den Landeanflug gehen würden. Sofern von Schweizer Seite diese Variante gewählt werden würde, drohte Deutschland an, die Absprache über die Flugsicherung über deutschem Gebiet durch die Schweizer Flugsicherung aufzukündigen.
Bundesverkehrsminister Wolfgang Tiefensee (SPD) drohte der Schweiz im Juli 2007 mit „luftraumorganisatorischen Maßnahmen“, wenn sie den gekröpften Nordanflug einführt und dabei den Mindestabstand zur Grenze von 2,5 nautischen Meilen (4,6 Kilometer) nicht einhält.
2008 – Das Bundesamt für die Zivilluftfahrt (BAZL) lehnte das Gesuch der Flughafen Zürich AG (damals auch „Unique“) am 30. Juni 2008 im Wesentlichen mit der Begründung ab, dass der „gekröpfte Nordanflug“ durch die höhere Arbeitsbelastung der Besatzungen ein deutlich höheres Unfallrisiko aufweisen würde als die bereits bestehenden ILS-Anflugverfahren auf die Pisten 14 und 34.

### Angela Merkel in der Schweiz
2008 – Am 29. April 2008 fand ein Staatsbesuch von Bundeskanzlerin Merkel in der Schweiz statt. Auch während der Gespräche bei diesem Besuch wurde keine Lösung gefunden, in einem nachfolgenden Interview des Schweizer Bundesrats / Departementsvorstehers und Schweizer Bundespräsidenten (für das Jahr) Pascal Couchepin und der deutschen Bundeskanzlerin Angela Merkel wurde davon gesprochen, dass wieder von vorne begonnen werden sollte. Die – planerisch, finanziell und politisch im Inland nicht abgesicherten – Angebote der Schweiz, im Gegenzug zur Aufhebung oder Lockerung der deutschen Anflugbeschränkungen deutsche Verkehrsprojekte, wie einen Verlauf der A 98 über Schweizer Gebiet, zu fördern, wurden von Merkel abschlägig beschieden.
2015 – Der immer noch ungelöste Fluglärmstreit zwischen der Schweiz und Deutschland war kein Thema beim Arbeits-/Staatsbesuch von Angela Merkel im September 2015.

### Gemeinsame Lärmmessungen
2009 – Am 29. Oktober 2009 wurden die gemeinsamen Lärmmessungen veröffentlicht.
Die Lärmbelastungsdaten lieferten folgende kumulierte Ergebnisse:
Lärmbetroffene Personen
- Tagsüber: > 54 dB, Schweiz: 86.066 / Deutschland: 0
- Tagsüber: > 45 dB, Schweiz: 490.547 / Deutschland: 24.292
- Nachts: > 40 dB, Schweiz: 152.715 / Deutschland: 0

Lärmbetroffene Übernachtungen (Tourismus)
- Tagsüber: > 54 dB, Schweiz: 678.539 / Deutschland: 0
- Tagsüber: > 45 dB, Schweiz: 2.028.153 / Deutschland: 48.679
- Nachts: > 40 dB, Schweiz: 670.301 / Deutschland: 0

Die Schweiz muss/soll nun Deutschland einen Vorschlag unterbreiten, wie das Problem gelöst werden soll.

### Entscheid EU-Kommission und EuG
2010 – Nach der juristischen Niederlage vor dem Gericht der Europäischen Union (EuG), der den Entscheid der EU-Kommission bestätigte, hat in der Schweiz und den Schweizer Medien eine breitere Diskussion über die weitere Strategie für die Verhandlungen mit Deutschland eingesetzt. Während (z. B.) die NZZ auf ein „Nicht verzagen“ und weiterhin eine ökonomisch-politische Strategie setzt, geht (z. B.) der Tages-Anzeiger mit der Schweizer Politik hart ins Gericht und sieht eine Lösung für den Fluglärmstreit nur auf einem Weg: „Regierung und Parlament von Bund und Kanton Zürich müssen endlich einsehen, dass kein Land verpflichtet ist, den Lärm eines anderen zu übernehmen. Egal ob er Grenzwerte überschreitet oder nicht“.

### Arbeitsgruppe Schweiz-Deutschland
2011 – Nachdem die Verhandlungen sich in der Gemeinsamen Arbeitsgruppe Schweiz-Deutschland zum Fluglärm seit Monaten ohne erkennbare Bewegung hinzogen, wurde in Deutschland zunehmend die Notwendigkeit gesehen, die 220. DVO einseitig im Interesse der süddeutschen Bevölkerung anzupassen, wenn bis Ende des Jahres 2011 keine Verhandlungslösung zustande kommt.

### Davoser Absichtserklärung
2012 – Die von der Schweizer Bundesrätin / Departementsvorsteherin Doris Leuthard (und Schweizer Bundespräsidentin für 2010) und dem deutschen Bundesminister Peter Ramsauer am 28. Januar 2012 überraschend in Davos am Rande des WEF unterzeichnete Absichtserklärung für die Aufnahme von Staatsvertragsverhandlungen zur Lösung des Fluglärmstreites hat die Protagonisten des Streites in Süddeutschland und in der Schweiz überrascht und irritiert. Sowohl die politischen Vertreter im Landkreis Waldshut als auch die politischen Vertreter im Kanton Zürich sehen sich durch die jeweils andere Seite „über den Tisch gezogen“ und sagen ein mögliches Scheitern eines Staatsvertrages voraus.
Auf den empörten und massiven Druck süddeutscher Politiker hin hat Bundesminister Ramsauer nochmals erklärt, dass Grundlage für die Verhandlungen der Bundesrepublik Deutschland mit der Schweiz die „Stuttgarter Erklärung“ (2009) sei.

### Staatsvertrag
Die Staatsvertragsverhandlungen zwischen der Schweiz und Deutschland sind bereits in der zweiten Verhandlungsrunde aufgrund scheinbar unüberbrückbarer Positionen an einem toten Punkt angelangt, dass ihr Scheitern und einseitige Maßnahmen Deutschlands zur Verschärfung der 220. DVO drohen. Die deutsche Verhandlungsdelegation hat in der Verhandlungsrunde nochmals verdeutlicht, dass sie zu Zugeständnissen bei den Anflugbeschränkungen in den Tagesrandzeiten nicht bereit ist.
Am 2. Juli 2012 hat sich die deutsch-schweizerische Verhandlungsdelegation für die Öffentlichkeit diesseits und jenseits des Rheins überraschend schnell auf einen Staatsvertrag geeinigt. Der in der Schlussphase der Verhandlungen, nach Auszug der südbadischen Landräte, wohl mit recht heißer Nadel paraphierte Staatsvertrag zwischen der Bundesrepublik Deutschland und der Schweizer Eidgenossenschaft über die Auswirkungen des Betriebs des Flughafens Zürich auf das Hoheitsgebiet der Bundesrepublik Deutschland – wie das Fehlen eines Verbs in Artikel 1 Nr. 2 und die fehlerhafte Verweisung in Artikel 1 Abs. 4 des Vertrages zeigen – trifft bei Kommunalpolitikern und Bürgerinitiativen in Deutschland und der Schweiz auf breite Ablehnung, wobei Wertungen wie „Landesverrat“ und „Lügenbarone“ die Verdrossenheit mit dem Kompromiss zeigen.
Der gefundene Kompromiss beinhaltet im Wesentlichen ab dem Jahr 2020 eine deutliche Ausweitung der Sperrzeiten zugunsten Südbadens am Abend (ab 18.00 Uhr), die (nicht vertragliche) Verpflichtung der Schweiz, das Betriebsreglement während der Sperrzeiten auf Ostanflüge auszurichten und hierzu die notwendigen Ausbaumaßnahmen am Pistensystem des Flughafens durchzuführen. Die Ausweitung der Sperrzeiten am Abend würde dabei zu einer Verringerung der Anflüge über Südbaden in der Größenordnung von 20 bis 25 TSD Flügen im Jahr führen. Deutschland verzichtet im Staatsvertrag hierfür auf eine zahlenmäßige Begrenzung der Anflüge und gesteht der Schweiz werktags Anflüge bereits ab 6.30 Uhr zu, während die Sperrzeiten in den lärmempfindlichen Zeiten am Wochenende und an den Feiertagen voll erhalten bleiben. Die im Staatsvertrag enthaltene Option, ab dem Jahr 2020 den „gekröpften Nordanflug“ einzuführen, wird hinsichtlich der Realisierungschancen selbst in der Schweiz mehr als skeptisch beurteilt und eher als eine „Beruhigungspille“ für den Süden angesehen. In Schweizer Medienkommentaren wird das Verhandlungsergebnis nicht als Sieg, sondern als Hypothek für den Flughafen und den Kanton Zürich gewertet.

Der Staatsvertrag wurde vom Schweizer National- und Ständerat im Juni 2013 ratifiziert. Im deutschen Bundestag steht die Ratifizierung noch aus, der Vertrag wurde vom deutschen Verkehrsminister vermutlich nicht vor den Neuwahlen 2017 in den Bundestag gebracht.
 Eine Mehrheit ist ohnehin zweifelhaft, so sind sämtliche Abgeordneten aus dem Bundesland Baden-Württemberg geschlossen dagegen.

### Verkehrsforum
2011 vereinbarten der Kanton Zürich und das benachbarte Bundesland Baden-Württemberg einen verstärkten Austausch über Verkehrsfragen; im Rahmen einer «Verkehrsforum» getauften Tagung sollte u. a. das Thema Flughafen Zürich angesprochen werden. Im Sommer 2015 vereinbarten Carmen Walker Späh, die Zürcher Volkswirtschaftsdirektorin, und Winfried Hermann, der Minister für Verkehr und Infrastruktur in Baden-Württemberg, 2016 in Zürich ein weiteres «Verkehrsforum» abzuhalten – zu der immer noch offenen Frage der Nordanflüge des überregional bedeutenden Flughafens Zürich.

### Chronologie
(1984–2012) 
- Eine Chronologie des Streits über die Anflüge auf den Zürcher Flughafen: Ein Vierteljahrhundert im Clinch mit Deutschland, (sda), NZZ 28. Januar 2012
- Die Chronologie des Fluglärmstreits: Der Streit zwischen der Schweiz und Deutschland um den Fluglärm des Flughafens Zürich schwelt seit über einem Vierteljahrhundert. Sehen Sie hier die Etappen, (tno/aho/sda), Handelszeitung 2. Juli 2012

### Davoser Absichtserklärung
- Absichtserklärung zwischen Vorsteherin des Eidgenössischen Departements für Umwelt, Verkehr, Energie und Kommunikation der Schweizerischen Eidgenossenschaft und dem Bundesminister für Verkehr, Bau und Stadtentwicklung der Bundesrepublik Deutschland (2012), auf admin.ch (PDF; 54 kB, undatiert, ohne Unterschriften)

### Fluglärm, Fluglärmimmissionen – Infos, Karten
Bundesamt für Zivilluftfahrt (BAZL, bazl.admin.ch)
- Lärmbelastungskataster Kanton Zürich (Seite nicht mehr abrufbar, festgestellt im Juni 2017. Suche in Webarchiven) – Übersichtskarte der Flughäfen, mit Links zu PDF-downloads der einzelnen Lärmbelastungskataster, mit Resultaten und Karten (inkl. Flughafen Zürich)
- Lärmbelastungsbericht 2009 (Seite nicht mehr abrufbar, festgestellt im Juni 2017. Suche in Webarchiven) – Übersicht und Links zu PDF-downloads (dort auch «Vertrag mit Deutschland 2012»)

Flughafen Zürich (flughafen-zuerich.ch)
- Lärm, Politik & Umwelt – Klimaschutz (Klima & Energie); Politik und Wirtschaft; Lärmmanagement (inkl. Lärmmonitoring); Umweltschutz

- Lärmmonitoring – Lärmmessung; Lärmbulletin; Lärmbelastungskarten

- Lärmbelastungkarten – jährlich von der EMPA ermittelt, berechnet

Kanton Zürich, Tiefbauamt (tba.zh.ch)
- Fluglärm

- Flughafen Zürich

- Karte Fluglärm im GIS-Browser (Kanton Zürich | GIS-Browser | Fluglärm | Informationen) – aktuell (live?), interaktiv

Kanton Zürich, Volkswirtschaftsdirektion (vd.zh.ch)
- Flughafenpolitik

- Flugbetrieb & Umwelt

Stadt Zürich, Gesundheits- und Umweltdepartement (stadt-zuerich.ch/gud)
- Fluglärm – Einleitung, Übersicht

- Was tut die Stadt – Info, Übersicht; Welche Regelungen beeinflussen den Fluglärm um den Flughafen Zürich massgeblich?; Wie kann die Stadt Zürich auf diese Regelungen Einfluss nehmen? (rechtlich, politisch)
- Wer ist betroffen – Info, Übersicht; Fluglärmbericht 2010 (PDF)
- Südanflug – Info, Übersicht; Der Stadtkreis 12 und die "Südanflugschneise 12" (PDF); Wie viel Lärm erzeugen die Südanflüge im Kreis 12?; Der Fluglärm muss mit durchschnittlichen Lärmpegeln beurteilt werden; Detaillierter Schallpegelverlauf während eines Tages bei der Messstation Hirzenbach

Stadt Zürich, Medienmitteilungen
- Für ein verträgliches Nebeneinander von Stadt und Flughafen; Nachhaltige Planung nur mit verlässlicher Grundlage möglich; Seebach und Schwamendingen besonders betroffen; Keine Südstarts geradeaus, Stadtrat von Zürich, 7. Januar 2015
- Einsprache gegen neues Betriebsreglement Flughafen Zürich; Sicherheit der überflogenen Gebiete; Für einen verantwortungsvollen Flugbetrieb, Stadtrat von Zürich, 19. November 2014
- Flughafen Zürich: Anliegen der lärmbetroffenen Bevölkerung sollen bei der weiteren Entwicklung stärker berücksichtigt werden, Stadtrat von Zürich, 27. Oktober 2010
- Flughafen Betriebsreglement: Stadt Zürich erhebt Beschwerde – Die Stadt Zürich zieht den Entscheid des Bundesverwaltungsgerichts über das Betriebsreglement des Flughafens Zürich ans Bundesgericht weiter; Verstösse gegen Umwelt- und Raumplanungsrecht; Längere Nachtruhe gefordert, 1. Februar 2010
- Flughafen: Stadt Zürich lehnt alle Betriebsvarianten des SIL-Schlussberichtes ab; Stadt Zürich verlangt Kanalisierung über weniger stark besiedeltem Gebiet, 21. September 2009

Zürcher Hochschule für Angewandte Wissenschaften (ZHAW, zhaw.ch)
- AIR TRAFFIC – Karte (live), aktueller Flugverkehr im Raum Zürich (überregional), auf AirTrafficLIVE (radar.zhaw.ch)

### Fluglärmgegner, Lärmschutz
(Flughafen Zürich)
Schweiz
- Bürgerprotest Fluglärm Ost (BFO), fluglaerm-ost.ch
- Dachverband für Fluglärmschutz (DVFS), Bürgervereinigungen für erträgliche Flugimmissionen – Verein Ikarus Erben, weniger Fluglärm im Westen; Zürcher Unterland für gerechte Fluglärmverteilung (ZUF); Bürgerprotest Fluglärm Ost (BFO); Rigel28! gegen den Ausbau der Piste 28; Vereinigung für erträglichen Fluglärm (VeFeF); Schutzverband Flugimmissionen Thurgau (sf-tg); Bürgerprotest Fluglärm Hinterthurgau
- Fluglärmforum Süd – offizielle Homepage der Südanflug-Gemeinden, fluglaermforum.ch
- Fluglärmsolidarität, Bürgerinitiative für solidarische Fluglärmverteilung, fluglaermsolidaritaet.ch
- Flugschneise Süd - NEIN, vfsn.ch (de, en)
- Gekröpfter Nordanflug Nein, gekroepfter-nordanflug-nein.com
- Schutzverband der Bevölkerung um den Flughafen Zürich SBFZ, schutzverbandzuerich.ch
- Schweizerischer Schutzverband gegen Flugemissionen SSF, flugemissionen.ch
- STOPP den Südanflügen über Zürich! StüZ!, stuez.ch
- Südanflug NEIN! Forum
- Verein für ein attraktives Thierstein ohne Fluglärm (VaToF), vatof.ch
- Verein Ikarus Erben, weniger Fluglärm im Westen, ikarus-erben.ch
- Zürich-Nord gegen Fluglärm (zgf.ch > auf gegenfluglaerm.com/vereine/schweiz?…)

Lärmschutz Schweiz
- Cercle Bruit Schweiz / Suisse / Svizzera – Vereinigung der kantonalen Lärmschutzfachleute / groupement des responsables cantonaux de la lutte contre le bruit / associazione dei responsabili cantonali per la prevenzione dei rumori (de, fr, it), cerclebruit.ch

Deutschland
- Bundesvereinigung gegen Fluglärm e. V. (BVF), fluglaerm.de
- Bürgerinitiative gegen Flugverkehrsbelastungen im Landkreis Konstanz e. V., fluglaerm-weg.de

Stellungnahmen Deutschland
- 5. Juni 2011 – Gisela Splett, Staatssekretärin, Ministerium für Verkehr und Infrastruktur Baden-Württemberg: Schreiben von Gisela Splett, Staatssekretärin, Ministerium für Verkehr und Infrastruktur Baden-Württemberg, an Peter Ramsauer, Bundesminister und MdB vom 5. Juli 2011 (PDF; 1,3 MB)
- 20. August 2012 – Bernhard Wütz, Landrat (a. D.): Fluglärm im Südschwarzwald und am Hochrhein – Eine Informationsseite für die betroffenen Anwohner – Stellungnahme des ehemaligen Landrates Bernhard Wütz (Waldshut-Tiengen) zum (neuen) Staatsvertrag, auf seinem Web (fluglaerm-zuerich.de)
- 30. November 2012 – 3 Bundestagsabgeordnete Schwarzwald-Baar: Ramsauer: Stuttgarter Erklärung ist Grundlage – Einseitige Verschärfungen weiter möglich, Mitteilung der Bundestagsabgeordneten Thomas Dörflinger (Waldshut), Andreas Jung (Konstanz) und Siegfried Kauder (Schwarzwald-Baar)

### Staatsvertrag
- Vertrag mit Deutschland 2012 (Seite nicht mehr abrufbar, festgestellt im Juni 2017. Suche in Webarchiven), auf Web von Bundesamt für Zivilluftfahrt (BAZL), bazl.admin.ch – Übersicht und Links zu PDF-downloads (dort auch «Lärmbelastungsbericht 2009»)
- Staatsvertrag : Staatsvertrag mit Deutschland, auf Web von Flughafen Zürich AG (FZAG), flughafen-zuerich.ch – Übersicht und Links zu PDF-downloads

### Stuttgarter Erklärung
(Position der südbadischen Landräte)
- Erklärung der politisch Verantwortlichen in Südbaden zur Flugverkehrsbelastung durch den Flughafen Zürich, Stuttgart, 25. November 2009 (PDF; 14 kB)

### Verhandlungen Schweiz-Deutschland
Kanton Zürich, Volkswirtschaftsdirektion (vd.zh.ch)
- Verhandlungen mit Deutschland – aktuell (?) letzter Stand 2013, eingesehen am 6. September 2015